# Dick York
Dick York właśc.  Richard Allen York (ur. 4 września 1928, zm. 20 lutego 1992) – amerykański aktor. Najbardziej znany z roli w sitcomie Ożeniłem się z czarownicą (Bewitched), za którą otrzymał nominację do nagrody Emmy.

## Wybrana filmografia
- 1964-1972: Ożeniłem się z czarownicą (Bewitched)
- 1960: Kto sieje wiatr (Inherit the Wind)
- 1959: W drodze do Cordury (They Came to Cordura)
- 1955: Moja siostra Eileen (My Sister Eileen)